# Miroslav Votava
Miroslav "Mirko" Votava (født 25. april 1956 i Prag, Tjekkoslovakiet) er en tidligere tjekkisk/tysk fodboldspiller, der som midtbanespiller på Vesttysklands landshold var med til at blive europamester ved EM i 1980. På klubplan spillede han for Borussia Dortmund, Werder Bremen og Oldenburg, samt for spanske Atlético Madrid.
Votava blev født i Tjekkoslovakiet, hvor han levede en del af sin barndom, inden han flyttede til Vesttyskland. Han kunne have valgt at repræsentere Tjekkoslovakiets landshold internationalt, men valgte altså det tyske.

## Titler
Bundesligaen
- 1988 og 1993 Werder Bremen

DFB-Pokal
- 1991 og 1994 med Werder Bremen

Copa del Rey
- 1985 med Atlético Madrid

Pokalvindernes Europa Cup
- 1992 med Werder Bremen

EM
- 1980 med Vesttyskland